# Dendronereis aestuarina
Dendronereis aestuarina är en ringmaskart som beskrevs av Rowland Southern 1921. Dendronereis aestuarina ingår i släktet Dendronereis och familjen Nereididae. Inga underarter finns listade i Catalogue of Life.